# Kamel Eddine Fekhar
Kamel Eddine Fekhar (Ghardaïa, 1 de gener de 1963 - Blida, 28 de maig de 2019) fou un metge i activista polític pels drets humans algerià d'ètnia mozabit. Empresonat en diverses ocasions, morí a l'hospital de Blida després de 50 dies de vaga de fam.

## Biografia
Estudià Medicina i treballà als hospitals algerians en tant que metge. Havent abandonat la pràctica del seu ofici després de ser acomiadat per l'administració local, no reprengué el seu ofici malgrat una sentència que obligava a reincorporar-lo.
Esdevingué militant de la Lliga Algeriana per a la Defensa dels Drets de l'Home (LADDH), pel qual fou detingut i empresonat més d'una vegada. L'any 1999 s'uní al Front de Forces Socialistes assumint responsabilitats per ocupar una plaça al Secretariat nacional, a més de supervisar la federació de Ghardaïa, però fou expulsat del partit l'any 2011 per ser sospitós d'haver participat en l'atac d'una mesquita el mateix any, a més a més de les queixes de la secció local de Ghardaïa per a la seva implicació en una campanya per defenestrar l'antic primer secretari nacional Karim Tabbou.
No amagà les seves influències en favor de la idea d'autonomia per Cabília, proposada per Ferhat Mehenni.

## Detenció i mort
Detingut el 31 de març just després de les protestes d'Algèria de 2019, i acusat de desordres públics i d'atemptar a la seguretat de l'Estat, fou reclòs a la presó de Ghardaïa, on començà una vaga de fam, juntament amb el seu company Ibrahim Aouf.
La seva salut empitjorà ràpidament i després de més de 50 dies de vaga fou traslladat a l'Hospital Frantz Fanon de Blida, on morí el 28 de maig de 2019.